# 바젤 조약

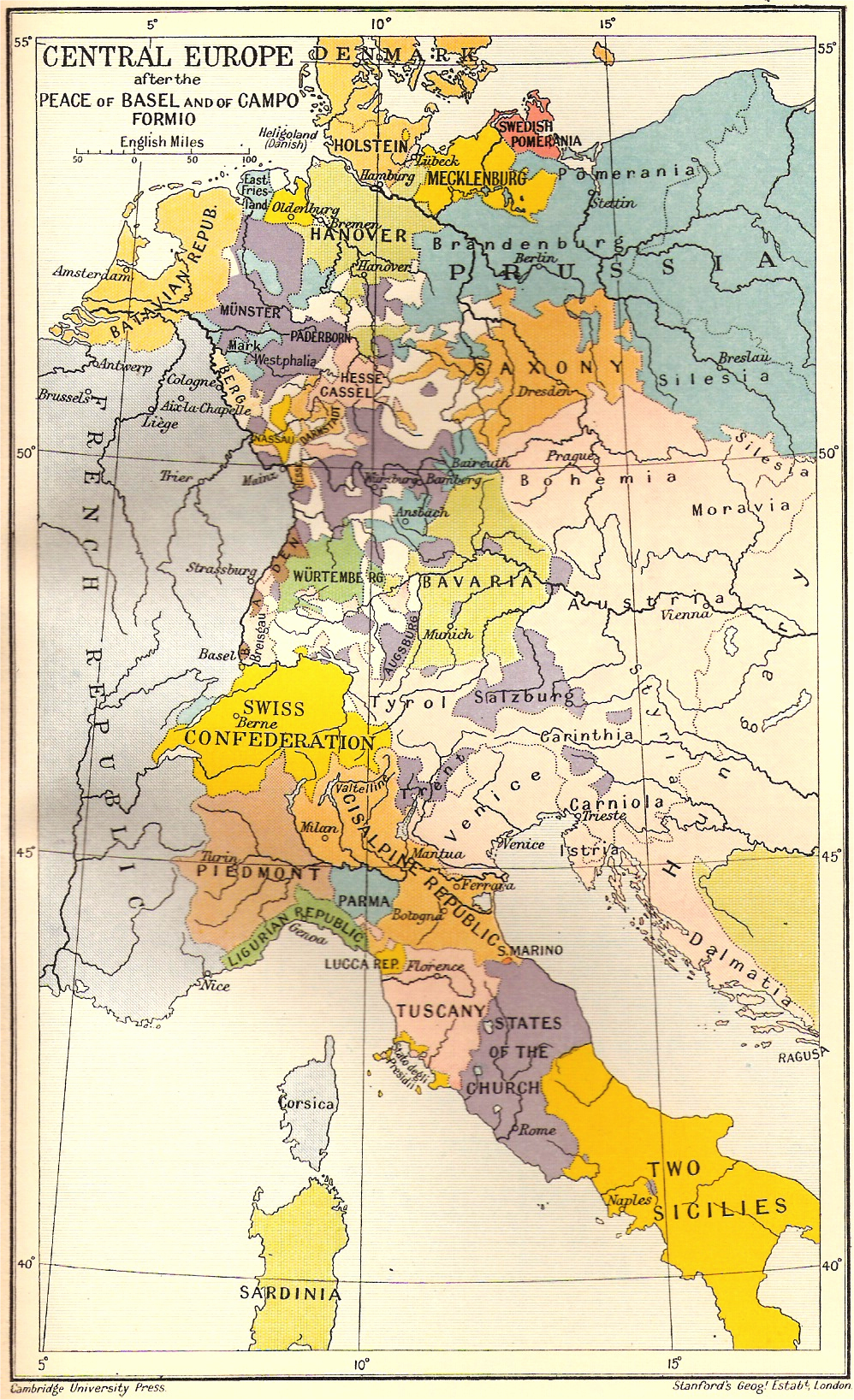
바젤 조약과 캄포포르미오 조약 후의 유럽

바젤 조약(Peace of Basel)은 프랑스 혁명 전쟁의 강화 조약의 하나로, 1795년 4월 5일에 프로이센이, 7월 22일에 스페인 왕국이, 8월 28일에는 헤센 카셀 백작이 프랑스 사이에 강화 조약을 체결했다. 

## 개요
프랑스 혁명에 대한 간섭을 목적으로 프로이센은 1792년, 스페인은 1793년 프랑스 혁명 정부에 선전 포고를 했다. 전쟁은 원래 제1차 대프랑스 동맹 측이 유리하게 진행되었지만, 프랑스는 국가 총동원 체제의 정비 등을 통해 반격하였고, 반대로 두 나라의 영토로 공격해 들어가는 상승세를 보였다.
1795년에 이르러 프로이센은 전쟁의 지속을 포기하고 프랑스 혁명 정부와 강화를 결정했다. 강화는 바젤에서 행해졌으며, 프랑스에서는 스위스 공사 바르테르미가, 프로이센에서 골츠, 하르덴베르크가 협상에 임했다. 강화에서 프로이센은 프랑스의 라인란트 합병을 인정하고 대가로 라인강 이동의 프랑스군 점령 지역은 프로이센에 반환되었다. 같은 해 스페인도 프랑스와 화평을 통해 점령 지역의 반환을 대가로 혁명 정부의 승인과 산토 도밍고의 할양을 인정했다.

## 같이 보기
- 캄포포르미오 조약